# Article 2 de la Charte canadienne des droits et libertés
L'article 2 de la Charte canadienne des droits et libertés est l'article de la Charte des droits de la Constitution du Canada qui fait la liste de ce que la Charte qualifie de « libertés fondamentales », qui en théorie appartiennent à toute personne se trouvant au Canada, peu importe qu'il s'agisse d'un citoyen ou non, qu'il s'agisse d'une personne physique ou morale. Ces libertés protègent contre les actions de tous les niveaux de gouvernement et sont applicables par les tribunaux. Les libertés fondamentales sont la liberté d'expression, la liberté de conscience, la liberté de religion, la liberté de pensée, la liberté de croyance, la liberté de réunion pacifique et la liberté d'association. Elles sont garanties mais peuvent toutefois être soumises à des restrictions en vertu de l'article 1 de la Charte ; elles peuvent également être invalidées temporairement par la disposition de dérogation de la Charte.
En tant que partie de la Charte et de la Loi constitutionnelle de 1982, l'article 2 est entré en vigueur le 7 avril 1982. Toutefois, la plupart des droits énoncés remontent à la Déclaration canadienne des droits de 1960, quoique cette loi était d'une efficacité limitée, ainsi que de la théorie des droits sous-jacents. Plusieurs de ces libertés, comme la liberté d'expression, ont été au centre des désaccords sur le fédéralisme canadien.

## Texte
« 2. Chacun a les libertés fondamentales suivantes :
a) liberté de conscience et de religion;
b) liberté de pensée, de croyance, d'opinion et d'expression, y compris la liberté de la presse et des autres moyens de communication;
c) liberté de réunion pacifique;
d) liberté d'association. »

— Article 2 de la Charte canadienne des droits et libertés

## Liberté de religion
La liberté de religion est incluse plus tard dans la Déclaration canadienne des droits. Son efficacité est toutefois limitée. Lorsque les lois interdisant l'ouverture des commerces le dimanche, obligeant au respect du jour de culte chrétien, furent remises en cause dans R. c. Robertson and Rosetanni (1963), le juge Ritchie de la Cour suprême a jugé que les non-chrétiens perdaient tout simplement leur argent lorsque le droit de travailler le dimanche leur était nié, et qu'ils étaient autrement libres de croire et de pratiquer leurs propres religions.
La liberté de religion sous la Charte fut examinée par la Cour suprême pour la première fois de façon sérieuse dans l'affaire R. c. Big M Drug Mart (1985). Dans cet arrêt, le juge en chef Brian Dickson écrit que cette liberté inclut au moins la liberté d'expression religieuse, incluant « le droit de croire ce que l'on veut en matière religieuse, le droit de professer ouvertement des croyances religieuses sans crainte d'empêchement ou de représailles et le droit de manifester ses croyances religieuses par leur mise en pratique et par le culte ou par leur enseignement et leur propagation. » La liberté de religion interdit également l'imposition d'exigences religieuses. La conséquence immédiate de l'article 2, dans ce cas, fut l'abolition des lois fédérales interdisant l'ouverture des commerces le dimanche.

## Liberté de conscience
En plus de la liberté de religion, l'article 2(a) garantit la liberté de conscience. Le professeur Peter Hogg croit que ceci inclut le droit à l'athéisme, malgré le préambule de la Charte qui reconnaît la « suprématie de Dieu. » Ce droit n'a pas engendré beaucoup de jurisprudence, bien que la juge Bertha Wilson y ait fait allusion dans son jugement dans R. c. Morgentaler (1988). Jugeant que l'interdiction de l'avortement violait le droit à la liberté et à la sécurité de la personne à l'article 7 de la Charte, Wilson affirme ensuite que cette violation ne pouvait être justifiée en vertu du principe de la justice fondamentale. Les protections juridiques garanties par la justice fondamentale pouvaient être définies comme incluant d'autres droits garantis par la Charte, et l'interdiction de l'avortement en particulier violait la liberté de conscience. Selon la juge, « la décision d'interrompre ou non une grossesse est essentiellement une décision morale, une question de conscience. » Elle a ensuite écrit que « ce que l'on croit en conscience, sans motivation religieuse, est également protégé par la liberté de conscience garantie à l'al. 2a) » Aucun des autres juges n'a signé l'avis de Wilson.
Jean Chrétien, qui était procureur général lors des négociations ayant mené à l'élaboration de la Charte, a par la suite rappelé dans ses mémoires que la liberté de conscience a failli être exclue de la Charte. Les négociateurs fédéraux et provinciaux trouvaient cette liberté trop difficile à définir, et Chrétien a finalement accepté de l'enlever. Un conseilleur juridique du gouvernement fédéral, Pierre Genest, a alors donné un coup de pied à la chaise de Chrétien, poussant ce dernier à dire à la blague : « On dirait qu'on va le laisser. L'espion de Trudeau vient de me botter le cul. »

## Liberté d'expression
La liberté d'expression (alinéa 2(b)) est peut-être l'un des droits de la Charte qui a le plus influencé la société canadienne. Le juge Peter Cory a un jour écrit qu'« il est difficile d'imaginer un droit plus important dans une démocratie. » Ce droit a été au centre d'un très grand nombre de décisions.

## Liberté de réunion pacifique
La liberté de réunion pacifique garantie à l'alinéa 2(c) n'a pas eu d'impact important dans la jurisprudence. Dans le Renvoi relatif à la Public Service Employee Relations Act (1987), la Cour suprême a jugé que malgré son inclusion en tant que liberté distincte, elle est liée de près à la liberté d'expression. La Cour suprême de la Nouvelle-Écosse l'a définie dans Fraser et al. v. A.G.N.S. et al (1986) comme incluant le droit de se réunir en tant que comité ou ouvriers. S'il y a des frais d'appartenance pour assister à une réunion, une interdiction de dépenser des fonds pour l'appartenance à un groupe serait une violation du droit de réunion pacifique.

## Liberté d'association
La liberté d'association est garantie en vertu de l'alinéa 2(d). Ce droit accorde aux individus le droit de fonder et de maintenir toute sorte d'organisation, ainsi que le droit d'y appartenir. De manière générale, ce droit est utilisé dans le contexte des relations ouvrières où des travailleurs ont le droit de s'associer à un syndicat ou un autre groupe semblable pour représenter leurs intérêts lors des différends ou des négociations avec leurs employeurs.

## Source
- (en) Cet article est partiellement ou en totalité issu de l’article de Wikipédia en anglais intitulé « Section Two of the Canadian Charter of Rights and Freedoms » (voir la liste des auteurs).